# Camila Guevara
Camila Guevara Milanés (* 2000 in Havanna), künstlerisch bekannt unter ihrer Namenskurzform Camila Guevara, ist eine kubanische Liedermacherin. Sie ist Tochter von Camilo Guevara, welcher ein Sohn von Ernesto „Che“ Guevara ist, und der Sängerin Suylén Milanés, Tochter von Pablo Milanés.

## Leben
Camila Guevara wuchs in einer musikalischen Familie auf und wurde demzufolge schon von Kindesbeinen an musikalisch geprägt. Väterlicherseits ist der Revolutionär Ernesto „Che“ Guevara ein berühmter Großvater, das musikalische Talent kommt aber wohl eher von der mütterlichen Linie. Suylén Milanés, ihre Mutter, war eine bekannte kubanische Sängerin. Deren Vater und Camilas Großvater wiederum war der berühmte Trovador Pablo Milanés. Ihre Mutter nahm sie von den jüngsten Jahren an mit zu den Konzerten ihres Großvaters. Dieser wirkte auf sie, ihren eigenen Angaben zufolge, wie ein Lehrer. Sie bewunderte seine virtuose Art zu singen. Auch andere kubanische Musikstile beeinflussten den Beginn ihrer musikalischen Karriere.
Im Alter von 21 Jahren schrieb Camila Guevara das Lied Lluvia (Regen), worauf später Crueldá (Brutalität) folgte. In beiden „halbdunklen“ Liedern thematisiert sie Herzschmerz und Boshaftigkeit, mit dem Schrei nach einer besseren Welt. Sie bilden den Auftakt ihres ersten, bei Sony Music erschienenen Albums Dame Flores (Gib mir Blumen). Dort verarbeitet sie musikalische Themen wie Bolero oder Salsa, aber auch Urban Music.
Die 2024 erschienene Single Cómo Arde widmet sie ihrer früh im Alter von 51 Jahren verstorbenen Mutter Suylen Milanés.

## Diskografie

### Alben
- Dame Flores (Sony Music, 2025)

### Singles
- Cómo Arde (2024)
- sardinabrava (2025)